# Minos Kyriakou
Minos Kyriakou (* 31. Mai 1938 in Poros; † 2. Juli 2017) war ein griechischer Manager;  er war Vorsitzender des griechischen nationalen Olympischen Komitees.

## Leben
1988 gründete Minos Kyriakou den Radiosender ANT1 FM 97,2 in Athen. Kyriakou war Vorstandsvorsitzender des griechischen Medienkonzerns Antenna Group. Des Weiteren leitete er das Unternehmen Euroholdings Capital & Investment Corporation, war Eigentümer des griechischen Unternehmens Athenian Sea Carriers Ltd und Bacoil International and Athenian Oil Trading Inc. Kyrakou war Präsident der Aegean Foundation.  In den 1970er Jahren überlebte er einen Flugzeugabsturz als einziger Insasse unverletzt. Kyriakou war in zweiter Ehe mit der Schauspielerin Mari Kyriakou verheiratet. Aus seiner ersten Ehe hatte er zwei Söhne.

## Preise und Auszeichnungen (Auswahl)
- 2009: Olympischer Orden